# دی‌نیتروژن دی‌فلورید
دی‌نیتروژن دی‌فلورید (به انگلیسی: Dinitrogen difluoride) با فرمول شیمیایی N۲F۲ یک ترکیب شیمیایی است. که جرم مولی آن ۶۶٫۰۱۰ g/mol می‌باشد. شکل ظاهری این ترکیب در دمای اتاق، گاز بی‌رنگ است. اولین بار در سال ۱۹۵۲ به عنوان محصول گرماکافت آزید FN۳ شناخته شد.